# Pseudomusonia maculosus
Pseudomusonia maculosus es una especie de mantis de la familia Thespidae.

## Distribución geográfica
Se encuentra en la Guayana francesa.